# Мій щасливий шлюб
«Мій щасливий шлюб» (яп. わたしの幸せな結婚, Watashi no Shiawase na Kekkon) — серія ранобе, написана Акумі Агітогі та проілюстрована Цукіхо Цукіокою. Спочатку публікувалася онлайн на користувацькому вебсайті Shōsetsuka ni Narō, згодом її придбало видавництво Fujimi Shobo, яке випускає серію з січня 2019 року під своїм імпринтом Fujimi L Bunko.
Адаптація у вигляді манґи, проілюстрована Ріто Косакою, випускається в сервісі Square Enix Gangan Online з грудня 2018 року. В Україні публікується видавництвом Nasha idea. Прем'єра ігрового фільму відбулася в Японії в березні 2023 року. Аніме-серіал виробництва Kinema Citrus транслювався з липня по вересень 2023 року. Прем'єра другого сезону відбулася в січні 2025 року.

## Сюжет
В альтернативній версії епохи Тайшо, де духи та магія існують, але занепадають, Мійо Сайморі, народжена без надприродного таланту, змушена існувати в рабстві у своєї жорстокої мачухи. Коли Мійо нарешті досягає шлюбного віку, її надії на краще життя руйнуються після того, як вона дізнається, хто такий її наречений: Кійока Кудо, командир, вочевидь, настільки холодний і жорстокий, що всі його попередні наречені втекли через три дні після заручин. Не маючи дому, до якого можна було б повернутися, Мійо змирилася зі своєю долею — і незабаром виявляє, що її блідий і вродливий майбутній чоловік зовсім не той монстр, якого вона очікувала. Поступово відкриваючи одне одному свої серця, вони усвідомлюють, що це може бути їхнім шансом знайти справжнє кохання та щастя.

## Медіа

### Ранобе
Ранобе почали публікувати в Інтернеті на створеному користувачами вебсайті для публікації романів Shōsetsuka ni Narō. Згодом цю серію придбав Fujimi Shobo, який 15 січня 2019 року почав видавати романи з ілюстраціями Цукіхо Цукіоки під своїм імпринтом Fujimi L Bunko. Станом на березень 2025 року вийшло дев'ять томів. Щоб прорекламувати четвертий том роману, 15 вересня 2020 року випустили три рекламні відеоролики, в яких озвучені голоси Кайто Ісікави, Рейни Уеди та Юкі Ягі в ролях Кійоки, Мійо та Каї відповідно.

### Манґа
Адаптація ранобе у вигляді манґи, проілюстрована Ріто Косакою, розпочала серіалізацію онлайн через сервіс Gangan Online видавництва Square Enix 20 грудня 2018 року. Станом на липень 2024 року випущено п’ять томів. В Україні манґа офіційно публікується видавництвом Nasha idea. Перший том вийшов у вересні 2024 року.

### Ігровий фільм
25 квітня 2022 року анонсовано ігровий фільм. Режисером виступила Аюко Цукахара, сценарій написав Томое Канно, а музику — Акіюкі Татеяма. Фільм був випущений в Японії 17 березня 2023 року компанією Toho. Ідол-група Snow Man виконала тематичну пісню під назвою «Tapestry» (яп. タペストリー).

### Аніме
5 квітня 2022 року анонсовано аніме. Це став телевізійний серіал виробництва Kinema Citrus і режисера Такехіро Кубота, з керівництвом і розкадруванням Такао Або, сценаріями Амі Сато, Такахіто Оніші та Момоиа Тойода, дизайнами персонажів Шьоко Ясуди, і композитором Еваном Коллом. Серіал транслювався в Японії з 5 липня по 20 вересня 2023 року на Tokyo MX та інших мережах, при цьому Netflix здійснював одночасну трансляцію серіалу в той же день по всьому світу, а Bilibili одночасно транслював його в материковому Китаї. Тринадцята серія була укомплектована як оригінальна відеоанімація (OVA) зі спеціальним випуском восьмого тому ранобе, який вийшов 15 березня 2024 року. Прем'єра OVA відбулася на Netflix 22 листопада того ж року.
Другий сезон оголошено після виходу в ефір дванадцятої серії. Масаюкі Коджіма став режисером сезону разом із Такехіро Куботою, тоді як Амі Сато є єдиним головним сценаристом. В написанні сценарію також брали участь Мінорі Хасіба, Фука Ішіі та Момока Тойода.

### Театральна вистава
9 червня 2023 року анонсовано театральну виставу під назвою Watashi no Shiawase na Kekkon: Teito Rikugun Okutsuki Kitan. Вона містила оригінальну історію, Каорі Міура був режисером і сценаристом, а Така написав музику. Акумі Агітогі, оригінальний автор, також брав участь у постановці. Вистава йшла в театрі 1010 у Токіо з 11 по 20 серпня 2023 року.

## Сприйняття

### Визнання та касові збори
У 2020 році манґа посіла восьме місце в шостому конкурсі Next Manga Awards у категорії вебманґи. Вона посіла шосте місце у списку найкращої манґи для читачок Kono Manga ga Sugoi! від Takarajimasha. Манґа посіла перше місце в списку «Рекомендовані комікси 2021 року працівниками національного книжкового магазину» японської книгарні Honya Club. У 2022 році манґа була номінована на найкращу сьодзьо-манґу на 46-й премії Kodansha Manga Award. Вона посіла 29 місце у списку «Книга року» журналу Da Vinci у 2022 році.
Ігровий фільм дебютував на першому місті у японському кінопрокаті в перші вихідні, заробивши 654 мільйони єн завдяки 479 700 відвідувачам. До грудня 2023 року він заробив у Японії ¥2,8 млрд. На 66-й церемонії вручення премії «Блакитна стрічка» він номінований як «Найкращий фільм», а Рен Мегуро був номінований як «Найкращий новачок».